# Chiridiella atlantica
Chiridiella atlantica är en kräftdjursart som beskrevs av Wolfenden 1911. Chiridiella atlantica ingår i släktet Chiridiella och familjen Aetideidae. Inga underarter finns listade i Catalogue of Life.